# Hambletonia pseudococcina
Hambletonia pseudococcina är en stekelart som beskrevs av Compere 1936. Hambletonia pseudococcina ingår i släktet Hambletonia och familjen sköldlussteklar.
Artens utbredningsområde är:
- Bermuda.
- Colombia.
- Costa Rica.
- Dominikanska republiken.
- Ecuador.
- Ghana.
- Jamaica.
- Puerto Rico.
- Taiwan.
- Venezuela.
- Dominica.

Inga underarter finns listade i Catalogue of Life.